# Tüzesfejű királyka

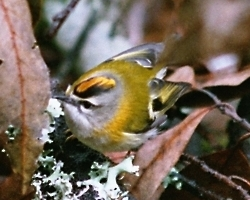
Regulus ignicapillus madeirensis

A tüzesfejű királyka (Regulus ignicapillus) vagy (Regulus ignicapilla) a verébalakúak rendjébe és a királykafélék (Regulidae) családjába tartozó faj. Európa mérsékelt éghajlatú területeinek jelentős részén költ, valamint Afrika északnyugati részein is fészkel. Részben költöző madár, közép-európai állománya a telet rendszerint elterjedési területének délebbi részein tölti. A Baleár-szigeteken és Afrika északi részein élő állományát széles körben különálló alfajként, míg a madeirai királykát (Regulus madeirensis) önálló madárfajként tartják számon. A királyka egyik ősét azonosították egyetlen szárnycsontból.
A tüzesfejű királyka testének zöldessárga felső része és fehéres alsó testtájai vannak. Szárnyain két fehéres csík található, szeme körül fekete csík fut, mely fölött fehér a szemöldöki rész. A hím egyedek fején a korona narancssárga, míg a tojókon sárga színű, mely párzási, költési időszakban a legszembetűnőbb. E madárfaj meglehetősen hasonlít a sárgafejű királykára, mellyel európai elterjedési területének jelentős részén osztozkodik, ám a tüzesfejű királyka bronz színezetű vallai és pofájának mintázata segíti e két madárfaj beazonosítását. E madárfaj éneke magas hangok sorozatából áll, mely némileg mélyebb hangzású, mint a sárgafejű királyka éneke.
E madárfaj széleslevelű és tűlevelű erdőkben és kertekben költ, ahová tömör fészkét ágakra építi. A tojó hét, tizenkettő tojást tojik, melyeken kizárólag a nőstény kotlik. A kikelt fiókákat mindkét szülő táplálja, melyek 22-24 napon belül megtollasodnak a kikelést követően. A királykák állandóan mozgásban vannak, rovarok után kutatva és telente gyakran alkotnak csapatot cinegefélékkel közösen. Egyedszámának néhány helyi visszaesésétől eltekintve állománya stabilnak mondható, jelentős kiterjedésű életterén több millió egyedből áll populációja, mely miatt a nem veszélyeztetett madárfajok közé tartozik. Számos ragadozó madár zsákmányként tekint a tüzesfejű királykákra, melyeket ezen kívül élősködők is megtámadhatnak. Az európai néphagyományok szerint a madarak királya.

## Előfordulása
A tüzesfejű királyka a mélyebben fekvő területek kevert erdőségeiben fészkel, ahol kedveli a paratölgyerdőket és az égereseket, ahol ezek megtalálhatóak, máshol a bükkösöket és a magyalbokrokkal tarkított részeket részesíti előnyben. Széleslevelű és örökzöld erdőségek kevert faállományú erdeiben is előfordul. Az örökzöldek között kedveli a lucfenyőt, a közönséges jegenyefenyőt, a cédrust, valamint a tűnyalábos fenyőket. Az aljnövényzetben a borókásokat, a borostyánt, valamint a rózsa vadon élő példányait kedveli. A szárazabb mediterrán éghajlatú vidékeken a tölgyeseket kedveli, valamint a kevert faállományú erdőségeket, ahol akár 2800 méteres tengerszint  feletti magasságig is fészkel. Néhány speciális élőhelyi igényekkel rendelkező madárfajjal, (mint, amilyen a csuszka és a hegyi fakusz, melyek nagyobb erdőségek fáinak odvaiban fészkelnek), a királykáknak nincs szükségük arra, hogy nagy kiterjedésű erdőségek fogják közre fészkelőhelyeiket. Egyedszámuk sűrűsége független az élőhelyükként szolgáló erdőségek méretétől. Telente kevésbé függnek a toboztermők terméseitől, mint a sárgafejű királykák, melyekkel európai élőhelyük java részén osztoznak. Telente a tüzesfejű királykák az erdők helyett a bokros területek felé veszik az irányt, hogy ott keressenek táplálékot maguknak. E faj egyedei megtelepedhetnek városi területeken is, ahol főleg parkokban és kertekben találnak maguknak élőhelyet. A kertekben kialakuló állományok sűrűsége megközelítheti a vadon élő királykák egyedszámának sűrűségét is.
A névadó alfaj Európában Anglia déli részétől kezdve, Franciaországon át Spanyolországig és Portugáliáig elterjedt a kontinens nyugati partjai mentén, míg keleten Fehéroroszország, Ukrajna északnyugati része, Görögországtól kezdve, egészen a Baltikumig, egészen Lettország déli részéig elterjedt. Elszigetelt populációi élnek Abbázia, a Krím-félsziget, valamint Törökország területén. Elterjedési területe követi a 16 és 24 °C közötti izotermák által határolt területet. A délebbi vidékeken élő egyedek nagyobb arányban telelnek át ugyanott, ahol nyaranta is élnek, míg az északabbi egyedek inkább délebbre húzódnak a Földközi-tenger térségébe a tél hidege elől. A tüzesfejű királyka kóborló madárként felbukkan időnként Norvégia, Finnország, Észtország, Ciprus, Egyiptom és Libanon területén.
Magyarországon rendszeres fészkelő, de vonuláskor nagyobb létszámban jelenik meg. Az öreg lucosokban kis számban fészkel, főleg az Alpokalján.

## Rendszertana és alfajai
A királykák a madarak egy kisebb csoportját alkotják, melybe időnként az óvilági poszátaféléket is besorolják, bár gyakran különálló családként veszik számba őket a rendszertanban. Különösen a legújabb kutatások alapján tekinthetőek önálló családnak a királykafélék, mert kiderült, hogy filogenetikailag távol állnak a poszátaféléktől. A királykafélék családjának latin neve Regulidae, és egyetlen faja, a (Regulus) a latin rex, azaz király jelentésű szóból ered és a királykák felnőtt egyedeinek fején lévő sárga, vagy narancssárga színezetű tollazatra utalnak vele. A királykákat legelső alkalommal Coenraad Jacob Temminck holland ornitológus írta le 1820-ban Sylvia ignicapilla binominális néven. Azért került sor e madárfaj viszonylagosan késői beazonosítására, mert úgy tartották, hogy a tüzesfejű királykák csak a sárgafejű királykák egyik változata. Az ignicapilla utótag a latin ignis, azaz tűz szóból ered, míg a capilla utótag a capillus, azaz haj jelentésű szóból ered. A Regulus ignuicapillus a binominális név a latin nyelvtan félreértelmezéséből ered. A madár helyesen írt latin neve tehát Regulus ignicapilla.
Két széles körben elismert alfaja van a tüzesfejű királykának, melyek közül az egyik a névadó alfaj a R. i. ignicapilla, míg a másik a mediterráneumban őshonos R. i. balearicus. Ez utóbbi a Baleár-szigeteken és Észak-Afrikában található meg és arról ismerhető fel, hogy halványabb színű a tollazata testének alsó részein, valamint felül szürkésebb színű, mint a névadó alfaj. Korábban más alfajokat is számon tartottak, mint például a R. i. caucasicus-t, az Észak-Afrikában honos R. i. laeneni-t és a Krím-félszigeten honos R. i. tauricust. A madeirai királyka (R. madeirensis) korábban a királykák közé tartozott besorolás szerint, de a filogenetikai vizsgálatok és a citokróm b elemzések kimutatták, hogy a Madeirán élő fajta másfajta genetikai állománnyal rendelkezik.

### Alfajai
- Regulus ignicapillus balearica
- Regulus ignicapillus caucasicus
- Regulus ignicapillus ignicapilla
- Regulus ignicapillus madeirensis – Madeira szigetén él, egyes rendszerek szerint külön faj Regulus madeirensis néven
- Regulus ignicapillus tauricus

## Megjelenése
A tüzesfejű királyka tömzsi madár, melynek testhossza 9 cm, szárnyfesztávolsága 13–16 cm.  Testsúlya 4-7 gramm. Fényes olívazöld testének felső része, melyet bronz beütésű folt tarkít vállainál, valamint testének alsó részei fehéres színűek, mely barnásszürke árnyalatú a szárnyak alján és a madár begyénél. Szárnyain két fehér, tónustalan csík fut, rövid, hegyes csőre van és barnásfekete lábai. Szemeinél fekete sáv húzódik, mely fölött a szemöldöki résznél fehér folt található. Barkója és halántéka szürkés tollazatú. Feje búbján sárga, vagy narancssárga színezetű a tollazat, melyet a csőr irányából fekete tollsáv patkója ölel körül. A tojók és a hímek hasonlóak egymáshoz, bár a tojók némileg halványabb tollazattal rendelkeznek, valamint párzási időszakban különösen szembetűnő, hogy a fejükön lévő korona színe a hímeknél narancssárga, míg a tojóknál sárga színű. A tojók általában valamivel kisebb testalkatúak a hímeknél. A fiatalok szürkés árnyalatú tollazattal bírnak, valamint testük felső részein a tollazat halványabb, valamint hiányzik róluk a korona színezete, míg a fej többi díszítőmotívuma jelen van, ám halványabb árnyalatokban pompázik, mint a kifejlett társaiké. Életük első évében a fiatalok szárny- és farktollaikat nem vedlik le, ugyanakkor a terepen gyakorlatilag megkülönböztethetetlenek a felnőttektől.
A felnőtt egyedeket nehéz összetéveszteni más madarakkal, bár a királyfüzikének hasonló a feji és szárnyakon lévő mintázata, ám koronája halvány citromsárga színű, nem pedig élénk sárga, vagy narancssárga, valamint a szemöldöki rész szintén halványsárga, nem pedig fehér színű. A fiatal egyedek összetéveszthetőek a sárgafejű királykával, de általában elegendő a pofájuk mintázata ahhoz, hogy az megkülönböztethetővé tegye őket rokonuktól, melynek nagyon egyszerű és halvány feji mintázata van minden életkorban. A fiatal egyedeket nagyobb valószínűséggel a vándorfüzikékkel lehet összetéveszteni, melyeknek feji mintázata hasonló.

## Életmódja

### Táplálkozás
A királykák majdnem minden tagja kizárólagosan rovarokkal táplálkozik, melyekbe a kevésbé vastag kitinnel borított kisebb ízeltlábúak, mit például az ugróvillások, a levéltetvek és különböző pókokkal, poloskákkal és kabócalárvákkal táplálkozik, amit az olyan vékony ágakon keresgél, amelyek a többi madár súlyát már nem bírják el. Továbbá elfogyasztja a bábokat, illetve petéket is. Minden faja képes a lebegésre, melyet rovarok elkapására alkalmaznak. Bár a hasonló méretű királykák és a sárgafejű királyka gyakran található a tüzesfejű királykákkal egy csoportban, azonban az eltérő táplálkozási szokásaik miatt nem feltétlenül kell versenyezniük a táplálék megszerzéséért. A tüzesfejű királykák inkább a nagyobb méretű zsákmányokat részesítik előnyben, szemben a sárgafejű királykákkal. Jóllehet mindkét faj egyedei előszeretettel fogyasztják őszi vándorlásuk során a pókhálókba ragadt csapdába esett rovarokat, ugyanakkor a tüzesfejű királyka szereti a keresztespókfélék tagjait is elfogyasztani. 
A tüzesfejű királyka főleg a fák lombkoronájában táplálkozik a vékonyabb ágakon, a korona felsőbb részein a fenyőerdőkben és a lombhullató erdőkben egyaránt. Ez a szokása eltér a sárgafejű királykák táplálkozási szokásaitól, mivel azok főleg az alsóbb ágakon és a levelek fonákján találják meg zsákmányukat. Telente a rajokba verődött egyedek háromszor olyan gyorsan képesek átfésülni egy adott területet élelem után kutatva, mint sárgafejű társaik, valamint ilyenkor hanyagolják az apróbb rovarok fogyasztását és főleg a nagyobb testű zsákmányra hajtanak, melyet az ágakhoz csapkodva szabadítanak meg annak kitinpáncéljától. Ehhez segítséget nyújt szélesebb csőrük és a szemüket védő tollréteg, amely meggátolja azt, hogy a táplálkozás közben kiszakadó kitindarabok a szemükbe kerüljenek. A tüzesfejű királykák kevésbé villás farka hozzájárul ahhoz, hogy hosszabb ideig is képesek legyenek lebegni a levegőben, ami segíti őket a zsákmányszerzés közben. A tüzesfejű királykák lába inkább ahhoz alkalmazkodott, hogy táplálékukat javarészt állva fogyasztják el, míg a sárgafejű királykák lába ahhoz alkalmazkodott, hogy a fák törzsén függőlegesen mozogva is képesek legyenek zsákmányukat elfogni.
A fiatal egyedek szinte kizárólagosan csak ugróvillásokkal táplálkoznak, mivel a nagyobb zsákmányokat még képtelenek megemészteni és a pókokat is esetenként felöklendezik. Életük ötvenedik napját követően egyre inkább felkerülnek étlapjukra a levéltetvek, valamint nagy mennyiségű csigaházat fogyasztanak el, ez utóbbi a csontok fejlődéséhez elengedhetetlenül fontos ásványi anyagokat biztosítja a számukra. A második hetet követően nagyobb molylepkéket és hernyókat kezdenek el fogyasztani, valamint olyan ízeltlábúakat, melyeket felnőtt társaik nem igazán fogyasztanak, mint, amilyenek például a kaszáspókok, a fülbemászók és a százlábúak.
Telente a tüzesfejű királykák laza csapatokba verődhetnek cinegékkel és poszátákkal. Ez a királykaféle, mely kevert fajú madárrajokhoz csatlakozik telente, így kétszer nagyobb területen képes táplálkozni és jóval nagyobb magasságokat is elér, valamint változatosabb növénytakaróval borított területeken is felbukkan, mintha csak egyedül mozogna táplálékkeresés közben. Néhány területen az áttelelő állomány madáretetőket is meglátogat a zsírokban és energiában gazdag élelemforrások miatt. Időnként a csilpcsalpfüzikékkel és a barátposzátákkal alkot csapatokat.

### Szaporodása

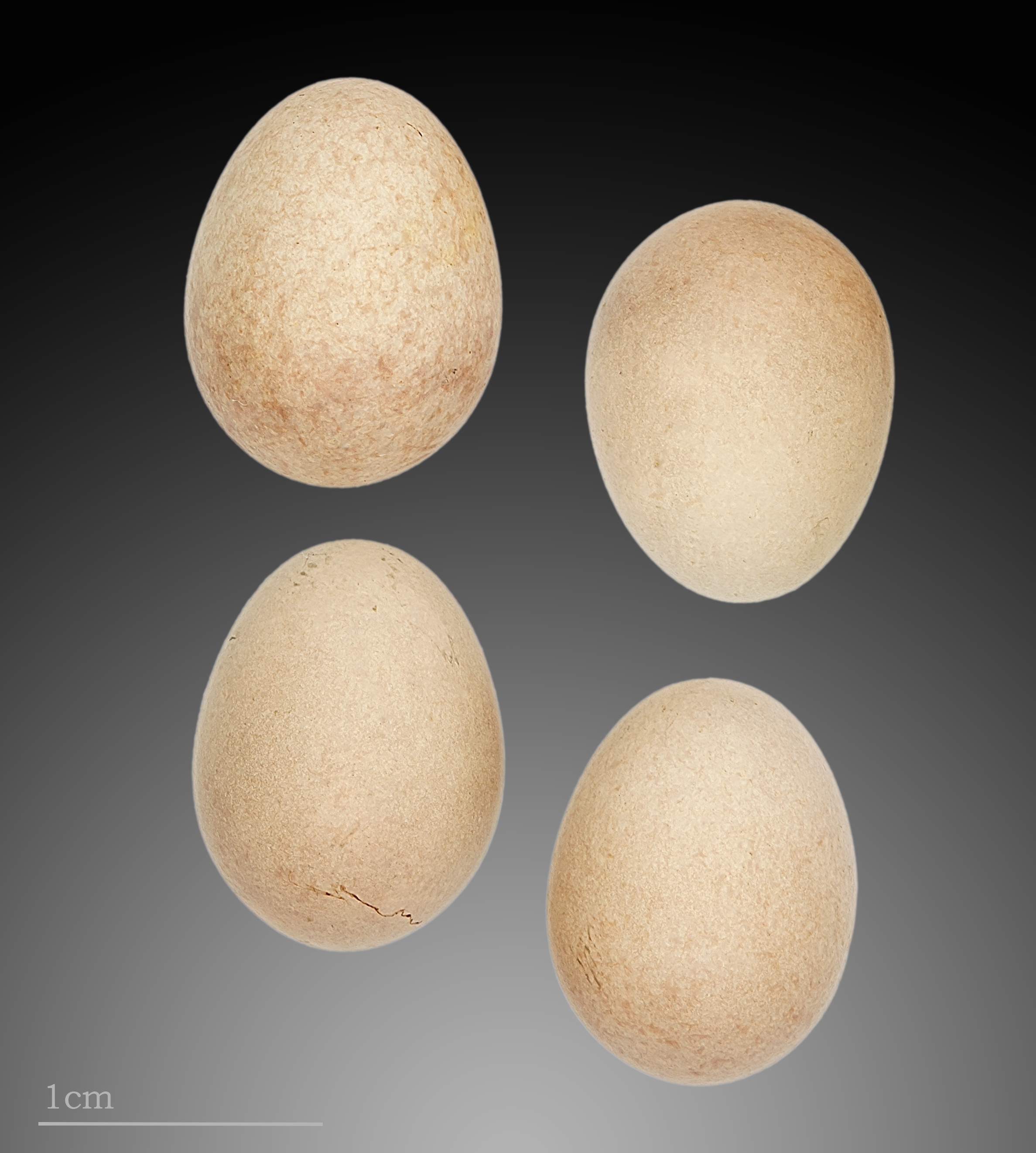
Regulus ignicapilla

Lucfenyők ágaira a tojó mohából és pókhálóból építi fészkét, melynek elkészítése 2–3 hétig is eltart. Mivel nagyon apró madár, ezért érzékenyebb a hidegre és a fészeknek melegnek és esőtől védettnek kell lennie. Fészekalja 7–13 tojásból áll. A költési időszak 14–15 napig tart és a kikelt fiókákat a szülők még 19–20 napig gondozzák, mire kirepülnek. Egy évben kétszer fészkel, általában májusban és júniusban.
A tüzesfejű királyka monogám madár. A hímek a költési időszakban énekelnek, gyakran koronájukat felemelve tartanak bemutatót, miközben csőrükkel a másik madárra mutatnak és megmutatják erős mintázatukat arcukon. Ez eltér a kevésbé karakteres ábrázatú egyedek bemutatójától, melyek lehajtják fejüket, hogy jobban kihangsúlyozzák koronájukat. Fészkelőterületük mintegy fél hektárnyi területet tesz ki és időnként átfedéseket képezhet a szomszédos királykák fészkelőterületeivel. A tüzesfejű királykák időnként hevesen védelmezik területüket a sárgafejű királykákkal szemben. Ilyenkor megemelik fejüket, és heves szárnycsapásokkal űzik el a betolakodót, ugyanakkor e két madárfaj közt nem túl gyakoriak a versengések. előfordul, hogy a hímek nem csupán az adott fajra jellemző, hanem a másik királykafaj énekét is belekeverik, vagy átveszik énekükbe, amely főleg akkor fordul elő, amikor az egyik madárfaj populációja meghaladja a másik helyi csoport egyedszámát. A két királykafaj megtanulta megkülönböztetni saját énekét a másik fajétól. Párzási bemutatójuk során a hím a fészek fölé emelkedik, rámutat csőrével párjára, majd köröz fölötte, mielőtt a párzás végbemenne.
A fészek gyakran egy lógó ágra van felfüggesztve, általában kis magasságban, de Eric Simms brit ornitológus 2,5 és 20 méteres magasságok között is talált fészkeket. A királykák gyakran héják fészkének közelében fészkelnek. A nagyobb egyedek a karvalyok, a keleti szürkemókusok, a szajkók és a nagy fakopáncsok potenciális zsákmányát képezik. Akárcsak a család többi tagjánál, a tüzesfejű királykák is zárt csésze formájú fészkeket építenek, melyeknek egy kis bejárata van tetejének közelében. A fészek külső része mohából készül, melyet belülről több, mint 3000 tollal és szőrökkel bélelnek ki.  A fészek kisebb, mélyebb, és jóval tömörebb, mint a sárgafejű királykáé. Körülbelül 8 cm keresztben és 5–7 cm mélységben, míg falvastagsága két centiméter. A fészket kizárólag a tojó készíti el, bár a hím csatlakozhat hozzá később, mivel az építés pár naptól kezdve akár három hetet is igénybe vehet.
Európa nyugati részén a tojások lerakása Április végén kezdődik, míg élőhelyének keleti részein május végén kezdik el a költést. Évente gyakran két fészekaljat is felnevelnek, ekkor a költés június-július tájékán kezdődik el. Tojásai rózsaszín alapszínűek, melyeket a tojás szélesebb végén vörös pettyek tarkítanak. A tojások 14x10 mm méretűek, míg tömegük átlagosan 0,7 gramm, melyből mintegy 5 százalékot a héj tesz ki. A fészekaljak mérete Európában 7-12 tojás szokott lenni, ám Északnyugat-Afrikában vélhetően kevesebb tojást raknak. A tojó 14,5-16,5 napig kotlik a tojásokon, míg azok kikelnek, majd a fiókákat neveli, miközben azoknak a következő 8-10 nap során kifejlődik tollazatuk. A fiókák táplálásában mindkét szülő részt vesz. E madárfaj egyedei egyéves korukat követően válnak ivaréretté és várható élettartamuk kevesebb, mint kettő év.
Bár a sárgafejű királykával elterjedési területük jelentős része átfedi egymást, ugyanakkor a hibridizálódás folyamata mégsem túl gyakori, mivel e két madárfaj párzási rituáléja és fejük mintázata meglehetősen eltér egymástól.

## Védettsége
A faj szerepel a Természetvédelmi Világszövetség Vörös listáján, mint nem fenyegetett faj. Európában biztos állományú fajként tartják nyilván, Magyarországon védett, természetvédelmi értéke 25 000 Ft. Becsült állománya világszerte 8,8-15 millió egyed, melyből európai populációja 8,4-14,2 millió példány. Európában mintegy 4,2-7,1 millió pár költ e madárfajból. Állományát a Természetvédelmi Világszövetség stabilnak tartja és emiatt, valamint jelentős egyedszáma és nagy elterjedési területe miatt a nem veszélyeztetett állatfajok közé tartozik. Elterjedési területe mintegy 2 710 000 négyzetkilométer. Nyugat-Európában, Dél-Európában, Közép-Európában elterjedt, Észak-Európában csak Dániában és Svédországban telepedett meg, míg Egyiptomban és Libanonban időnként felbukkannak egyedei.